# 腸胃穿孔
腸胃穿孔（Gastrointestinal perforation）又稱為腸道破裂（Ruptured bowel），為部分消化道管壁破洞。消化道包含食道、胃、小腸與大腸。其症狀包含嚴重的腹痛與觸壓痛 。胃與小腸前段的穿孔，在疼痛發作時通常是典型的瞬間疼痛，若是大腸的腸胃穿孔疼痛則會漸進式的。疼痛一般來說會持續不會變化。腸胃穿孔有可能會引發敗血症，並帶來一系列包含心跳過速、呼吸急促、發燒與意識不清等症狀。
造成腸胃穿孔的原因可能為刀子所帶來的創傷，吞食尖銳物品對腸胃道帶來的損傷，醫學檢查的大腸鏡檢查，腸道扭轉帶來的腸扭轉、大腸癌、憩室炎、胃及十二指腸潰瘍、腸繫膜缺血，有些案例則是因艱難梭菌感染導致。腸胃穿孔會導致腸內消化物進入到腹腔中。細菌進入到無菌的腹腔會導致一連串症狀，如腹膜炎或是造成膿瘍。胃穿孔可能因胃酸導致化學性腹膜炎。CT斷層掃描常為診斷之首選，然而在普通X光片亦可能看見孔隙。
腸胃穿孔常需要進行剖腹探查手術形式的緊急手術；亦常與靜脈注射和抗生素一併施行。各種抗生素的使用，如達比黴素、環丙沙星與甲硝唑之組合也相當常見。有時穿孔可用手術縫合線縫合，而有時則須進行腸切除。
胃潰瘍致穿孔的發生率，每年約為萬分之一；憩室炎致穿孔的發生率，每年則約為萬分之0.4。

## 外部連結
- Gastrointestinal perforation （页面存档备份，存于）—MedlinePlus